# Mount Hardy
Mount Hardy ist ein Berg im ostantarktischen Enderbyland. Er ragt unmittelbar östlich des Mount Oldfield im östlichen Teil der Tula Mountains auf.
Kartiert wurde er anhand von Luftaufnahmen, die Teilnehmer einer Mannschaft der Australian National Antarctic Research Expeditions im Jahr 1956 anfertigten. Das Antarctic Names Committee of Australia (ANCA) benannte den Berg nach Kenneth Hardy (1935–2010), Wetterbeobachter auf der Wilkes-Station im Jahr 1959.